# Wham! (tijdschrift)
Wham! was een Nederlands stripweekblad. Het stripblad verscheen tussen februari 1979 en juni 1980. Het weekblad werd door uitgever Koralle uitgegeven nadat het Duitse blad Zack een succes bleek te zijn. Naast een Nederlands weekblad werd ook een Franse editie, Super As, op de markt gebracht.
Het blad bevatte een aantal bekende Europese stripreeksen, zoals Blueberry, Tanguy en Laverdure, Roodbaard, Michel Vaillant, Ronnie Hansen, Jeremiah en Dan Cooper. Nadat het tijdschrift gestopt was werden tot aan het einde van de jaren 80 de belangrijkste reeksen ondergebracht bij uitgeverij Novedi.